# Pavel Sivakov
Pavel Alekseevič Sivakov (in russo Павел Алексеевич Сиваков?; San Donà di Piave, 11 luglio 1997) è un ciclista su strada russo naturalizzato francese che corre per l'UAE Team Emirates XRG. Professionista dal 2018, ha caratteristiche di passista-scalatore.

## Biografia
Nato a San Donà di Piave dai ciclisti Aleksej Sivakov (all'epoca corridore della Roslotto-ZG Mobili) e Aleksandra Koljaseva, si trasferisce poco dopo la nascita a Soueich, nell'Alta Garonna. Dal settembre 2017 possiede la cittadinanza francese, paese in cui è cresciuto e si è istruito.
Dal 4 marzo 2022, dopo quattro anni dalla naturalizzazione francese, ha ottenuto l'autorizzazione dall'Unione Ciclistica Internazionale (UCI) a correre per la Francia. In occasione dell'ufficializzazione del cambio di nazionalità sportiva ha dichiarato di aver voluto velocizzare le pratiche a causa dell'invasione dell'Ucraina da parte della Russia, dichiarandosi totalmente contrario alla guerra ed esprimendo vicinanza al popolo ucraino.

## Carriera

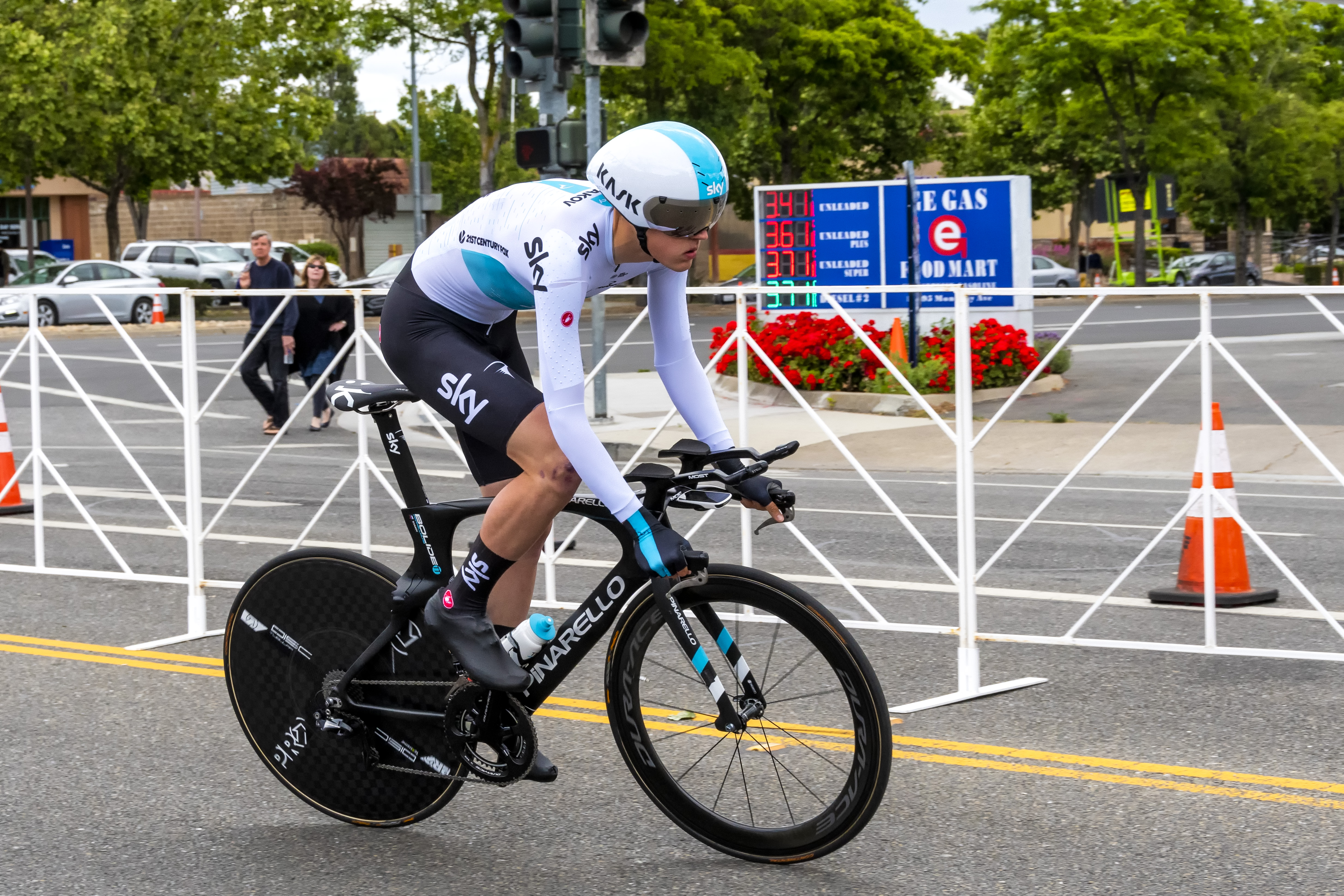
Pavel Sivakov, impegnato nella cronometro del Tour of California 2018.

Dopo un ottimo percorso nelle categorie inferiori, passa professionista nel 2018 con il Team Sky: la prima stagione risulta positiva con il quarto posto nella classifica generale della Settimana Internazionale di Coppi e Bartali, dove risulta essere il miglior giovane; in giugno ottiene il sesto posto nella nona tappa del Tour de Suisse e diventa vicecampione nazionale a cronometro (dietro Artëm Ovečkin). 
Il 2019, alla seconda stagione fra i professionisti, inizia in modo promettente: all'Herald Sun Tour vince la classifica di miglior giovane; in aprile è grande protagonista al Tour of the Alps, dove coglie la vittoria di tappa e la classifica generale (oltre alla classifica giovani); in maggio è al via del Giro d'Italia, dove è co-capitano della Ineos con Tao Geoghegan Hart, e si mette in luce con ottimi piazzamenti, chiudendo la manifestazione in nona piazza. Nello stesso anno vince la classifica finale del Giro di Polonia, gara World Tour.
A inizio 2020 fa sua la classifica giovani al Tour Down Under; nello stesso anno chiude secondo alla Route d'Occitanie. Torna al successo nell'agosto 2022 vincendo la classifica generale della Vuelta a Burgos.

## Palmarès
- 2014 (Juniores)

3ª tappa Ronde des Vallées (Hémonstoir > Hémonstoir)
Classifica generale Ronde des Vallées
- 2015 (Juniores)

1ª tappa Tour du Léman Juniors (Aigle > Aigle )
Campionati russi, Prova in linea Junior
2ª tappa Oberösterreich Juniorenrundfahrt (Bad Leonfelden > Perg)
Classifica generale Oberösterreich Juniorenrundfahrt
Giro delle Fiandre Juniores
- 2017 (BMC Development Team)

2ª tappa Ronde de l'Isard (Salies-du-Salat > L'Hospice de France)
4ª tappa Ronde de l'Isard (Lavelanet > Saint-Girons)
Classifica generale Ronde de l'Isard
Classifica generale Giro d'Italia Under-23
3ª tappa Giro della Valle d'Aosta (Valtournenche > Breuil-Cervinia)
Classifica generale Giro della Valle d'Aosta
9ª tappa Tour de l'Avenir (Bourg-Saint-Maurice > Albiez-Montrond)
- 2019 (Team Sky, tre vittorie)

2ª tappa Tour of the Alps (Reith im Alpbachtal > Scena)
Classifica generale Tour of the Alps
Classifica generale Giro di Polonia
- 2022 (Ineos Grenadiers, una vittoria)

Classifica generale Vuelta a Burgos
- 2023 (Ineos Grenadiers, una vittoria)

Giro di Toscana
- 2024 (UAE Team Emirates, una vittoria)

4ª tappa Giro d'Abruzzo (Montorio al Vomano > L'Aquila)
- 2025 (UAE Team Emirates XRG, una vittoria)

Classifica generale Vuelta a Andalucía

### Altri successi
- 2015 (Juniores)

Classifica a punti Oberösterreich Juniorenrundfahrt
- 2016 (BMC Development Team)

1ª tappa Tour de Berlin (Berlino > Berlino, cronosquadre)
1ª tappa Giro della Valle d'Aosta (Pont-Saint-Martin > Montjovet, cronosquadre)
Classifica giovani Olympia's Tour
- 2017 (BMC Development Team)

Classifica scalatori Tour de Normandie
Classifica giovani Ronde de l'Isard
Classifica giovani Giro d'Italia Under-23
Classifica scalatori Tour de l'Avenir (con la Nazionale russa)
- 2018 (Team Sky)

1ª tappa, 2ª semitappa Settimana Internazionale di Coppi e Bartali (Gatteo a Mare > Gatteo, cronosquadre)
Classifica giovani Settimana Internazionale di Coppi e Bartali
- 2019 (Team Sky)

Classifica giovani Herald Sun Tour
Classifica giovani Tour of the Alps
- 2020 (Team Ineos/Ineos Grenadiers)

Classifica giovani Tour Down Under
- 2022 (Ineos Grenadiers)

Classifica scalatori Vuelta a Burgos

## Piazzamenti

### Grandi Giri
- Giro d'Italia

2019: 9º
2021: non partito (6ª tappa)
2022: 16º
2023: ritirato (16ª tappa)
- Tour de France

2020: 87º
2024: 32º
2025: 87º
- Vuelta a España

2018: ritirato (14ª tappa)
2021: 35º
2022: non partito (11ª tappa)
2024: 9º

### Classiche monumento
- Liegi-Bastogne-Liegi

2023: 14º
2025: 38º
- Giro di Lombardia

2021: 17º
2022: ritirato
2023: 45º

### Competizioni mondiali
- Campionati del mondo

Ponferrada 2014 - In linea Junior: 39º
Richmond 2015 - Cronometro Junior: 18º
Richmond 2015 - In linea Junior: ritirato
Doha 2016 - Cronometro Under-23: 40º
Doha 2016 - In linea Under-23: 52º
Bergen 2017 - Cronometro Under-23: 11º
Bergen 2017 - In linea Under-23: 23º
Innsbruck 2018 - Cronometro Elite: 33º
Innsbruck 2018 - In linea Elite: 47º
Yorkshire 2019 - In linea Elite: ritirato
Wollongong 2022 - In linea Elite: 101º
- Giochi olimpici

Tokyo 2020 - In linea: 32º

### Competizioni continentali
- Campionati europei

Tartu 2015 - Cronometro Junior: 5º
Tartu 2015 - In linea Junior: 24º
Plumelec 2016 - In linea Under-23: 18º
Trento 2021 - In linea Elite: 9º